# Montanhas de Santa Catalina

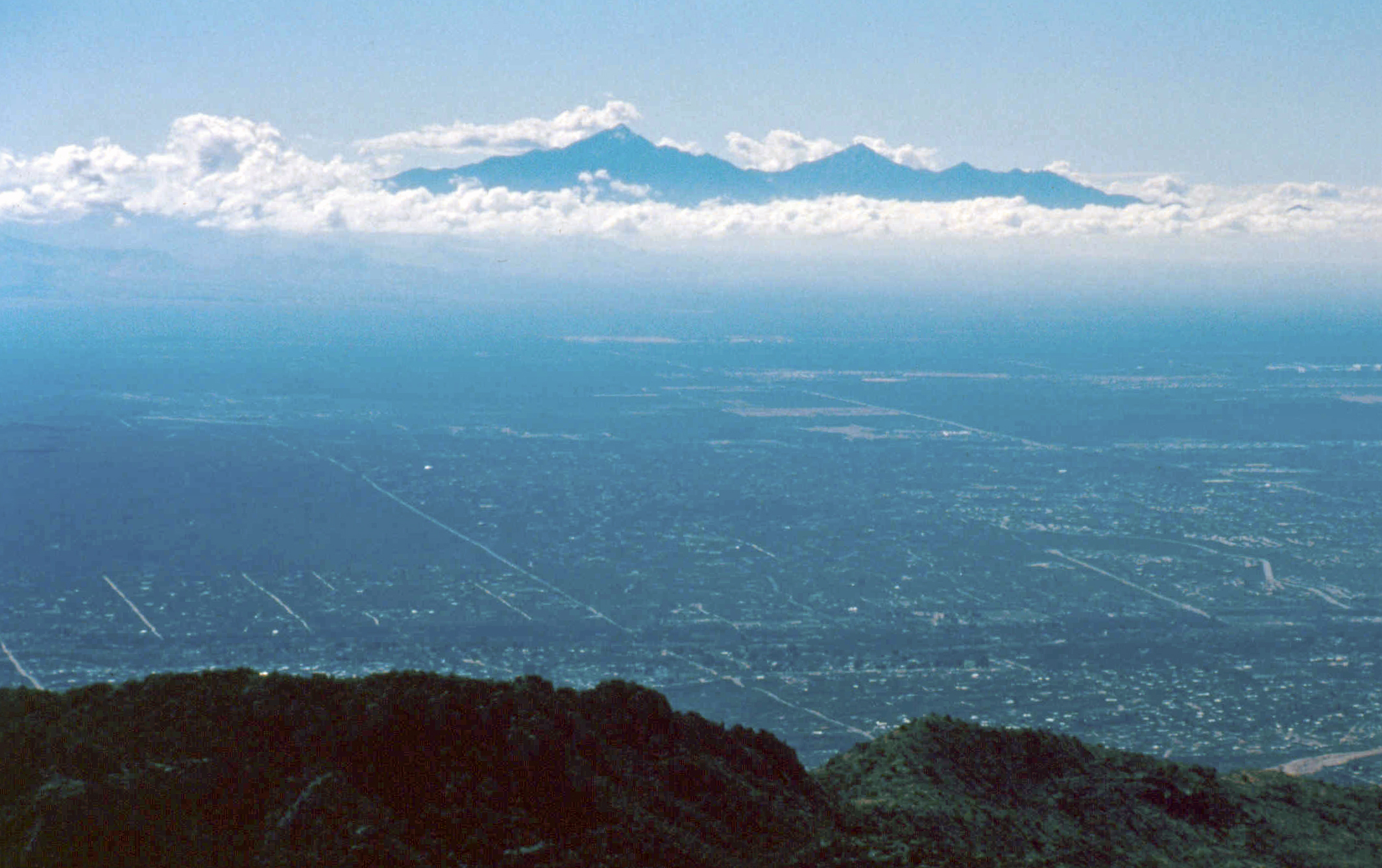
Vista da "Ilha do Céu" a partir das Catalinas

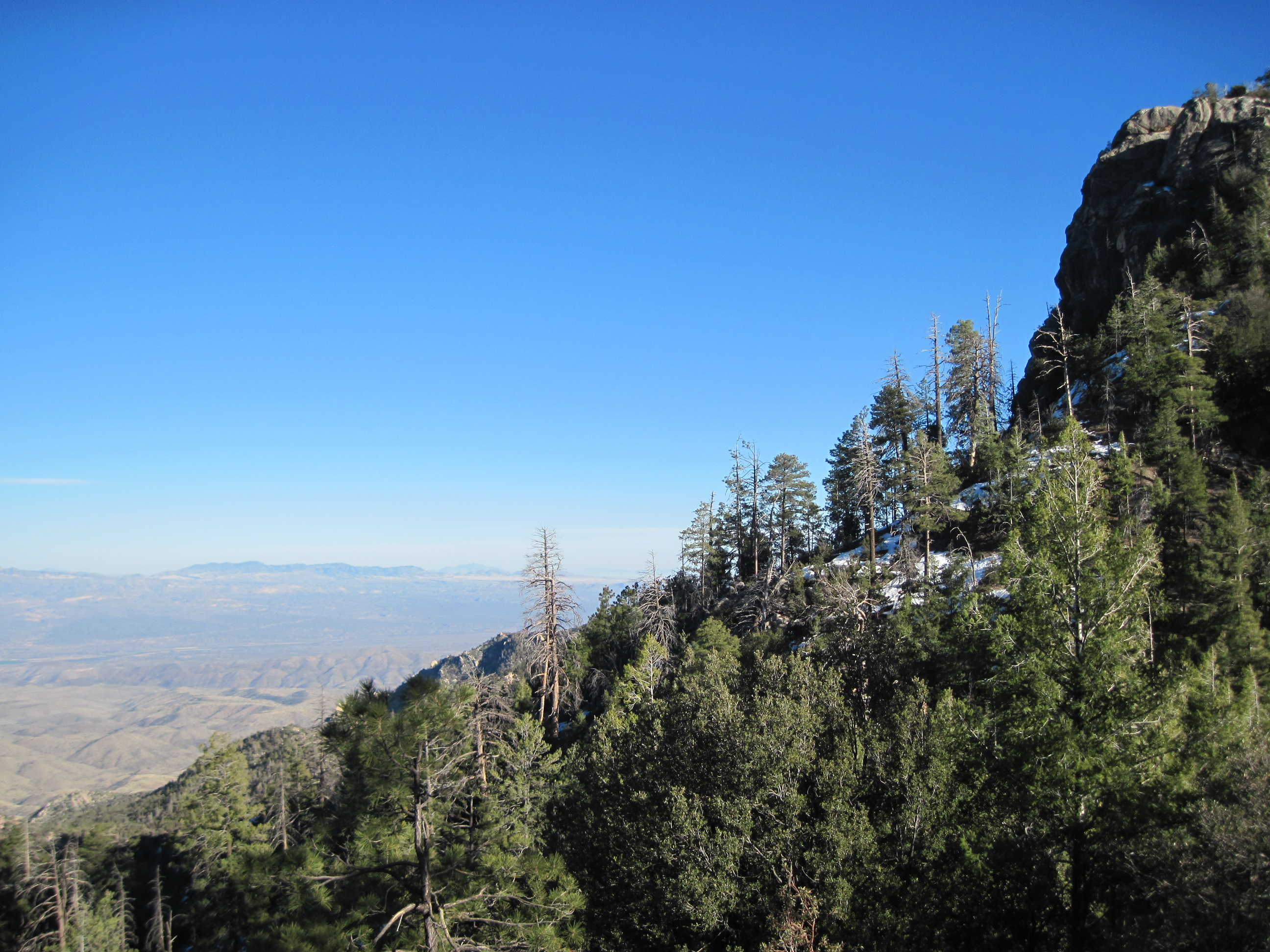
Vista à altitude de 2100 m das montanhas de Santa Catalina, mostrando pinheiros e neve, enquanto no fundo se vê o árido deserto, no que constitui uma ilha do céu.

As montanhas de Santa Catalina, comumente referida como as montanhas Catalina ou as Catalinas, estão localizadas ao norte e nordeste de Tucson, Arizona, Estados Unidos, no norte do perímetro de Tucson. É a mais proeminente cordilheira da área de Tucson, com a maior elevação média. O ponto mais alto das Catalinas é o monte Lemmon a uma altitude de 2791 metros, e onde cai em média 180 cm de neve por ano.

## Designação
Originalmente conhecida pelos povos Tohono O'odham como Babad Do'ag, as Catalinas foram posteriormente nomeadas pelo padre jesuíta italiano Eusebio Francisco Kino em honra de Santa Catarina em 1697.